# Seminemacheilus lendlii
Seminemacheilus lendlii és una espècie de peix de la família dels balitòrids i de l'ordre dels cipriniformes.

## Morfologia
- Els mascles poden assolir 9 cm de longitud total.[7][8]

## Hàbitat
És un peix d'aigua dolça, demersal i de clima temperat.

## Distribució geogràfica
Es troba a Àsia: Anatòlia (Turquia).